# إسماعيل محمد (لاعب كرة سلة مصري)
إسماعيل سليم محمد (ولد في 8 أكتوبر 1944) هو لاعب كرة سلة مصري. تنافس في بطولة الرجال في دورة الألعاب الأولمبية الصيفية عام 1972 ودورة الألعاب الأولمبية الصيفية عام 1976.

## روابط خارجية
- إسماعيل محمد على موقع الاتحاد الدولي لكرة السلة (الإنجليزية)
- إسماعيل محمد على موقع الاتحاد الدولي لكرة السلة (الإنجليزية)
- إسماعيل محمد على موقع الاتحاد الدولي لكرة السلة (الإنجليزية)
- إسماعيل محمد على موقع سبورتس رفرنس (الإنجليزية)
- إسماعيل محمد على موقع أوليمبيديا (الإنجليزية)